# Караханидо-саманидские войны
Караханидо-саманидские войны — войны 990—991 и 999—1000 годов между Караханидским и Саманидским государствами. Караханидский правитель Харун Богра-хан напал на Саманидов в конце X века.

## Поход Харун Богра-хана (990—991 годы)
Харун Богра-хан вторгся в земли Саманидов в 991 году по приглашению недовольных вассалов и наместника Хорасана Абу-л-Хасана Симджури. Затем он уничтожил армию, отправленную Нухом II, и захватил Сайрам.После того, как саманидский наместник Самарканда Фаик сдался Харуну, он двинулся в сторону Бухары. Нух II бежал, и Караханиды вошли в столицу поздней весной 992 года. Фаик, саманидский наместник Самарканда, сдался Харуну, который затем двинулся в сторону Бухары. Нух бежал, и Караханиды вошли в столицу поздней весной 992 года, где им удалось захватить Абу Али Дамгани, визиря Нуха II. В том же году Харун Богра-хан чеканил монеты в Илаке и принял титулы «Сахиб уд-Даула» (Владелец государства) и «Захир ад-Даваа» (Сторонник дела). Однако Харун Богра-хан умер от болезни в 992 году, и Саманиды вернулись в Бухару.

## Поход Караханидов (999—1000 годы)
Двоюродный брат Харун Богра-хана Али Арслан-хан продолжил поход против Саманидов в 999 году. Его сын, Наср ибн Али, захватил Самарканд и Бухару. Территории Саманидов были разделены между Газневидами, которые захватили Хорасан и Афганистан, и Караханидами, которые захватили Трансоксанию. В целом, Амударья стала границей между этими двумя соперничающими государствами.